# Downhill (film, 2020)
Downhill är en amerikansk dramafilm från 2020. Filmen är regisserad av Nat Faxon och Jim Rash, som även skrivit manus tillsammans med Jesse Armstrong. Downhill är en nyinspelning av den svenska filmen Turist (Force Majeure på engelska) regisserad av Ruben Östlund från 2014. Filmen hade världspremiär vid Sundance Film Festivalen den 26 januari 2020.
Den svenska premiären av filmen som var planerad till den 27 mars 2020 har skjutits upp på obestämd tid. Vad som ligger bakom beslutet är okänt.

## Handling
Filmen handlar om en familj på skidsemester i Alperna. En dag tror familjen att de kommer begravas i en lavin. Mannens själviska beteende vid händelsen leder till en familjekris.

## Rollista (i urval)
- Julia Louis-Dreyfus – Billie Staunton
- Will Ferrell – Pete Staunton
- Miranda Otto – Charlotte
- Zoë Chao – Rosie
- Zach Woods – Zach
- Julian Grey – Finn Staunton
- Ammon Jacob Ford – Emerson Staunton
- Giulio Berruti – Guglielmo